# Parafia Przemienienia Pańskiego w Starym Lublińcu
Parafia Przemienienia Pańskiego w Starym Lublińcu – parafia rzymskokatolicka znajdująca się w dekanacie Cieszanów, w diecezji zamojsko-lubaczowskiej. 

## Historia
W 1947 roku w Starym Lublińcu na kościół filialny zaadaptowano dawną cerkiew pw. Przemienienia Pańskiego. 4 września 1966 roku została erygowana parafia pw. Przemienienia Pańskiego. 
W latach 1968–1969 zbudowano plebanię, a w latach 1972–2000 odnowiono kościół, który jest murowany, na przecięciu nawy głównej z transeptem jest wysoka kopuła, a prezbiterium znajduje się w głębokiej absydzie. W 1981 roku założono nowy parafialny cmentarz.
Na terenie parafii jest 930 wiernych. Do parafii przynależą: Stary Lubliniec, Nowy Lubliniec, Stary Lubliniec-Osiedle, Nowy Lubliniec-Osiedle.
Proboszczowie parafii:
1966–1978. ks. Michał Goniak,
1978–2008. ks. Michał Opaliński,
2008–2014. ks. Janusz Wyłupek,
2014– nadal ks. Ryszard Antonik.

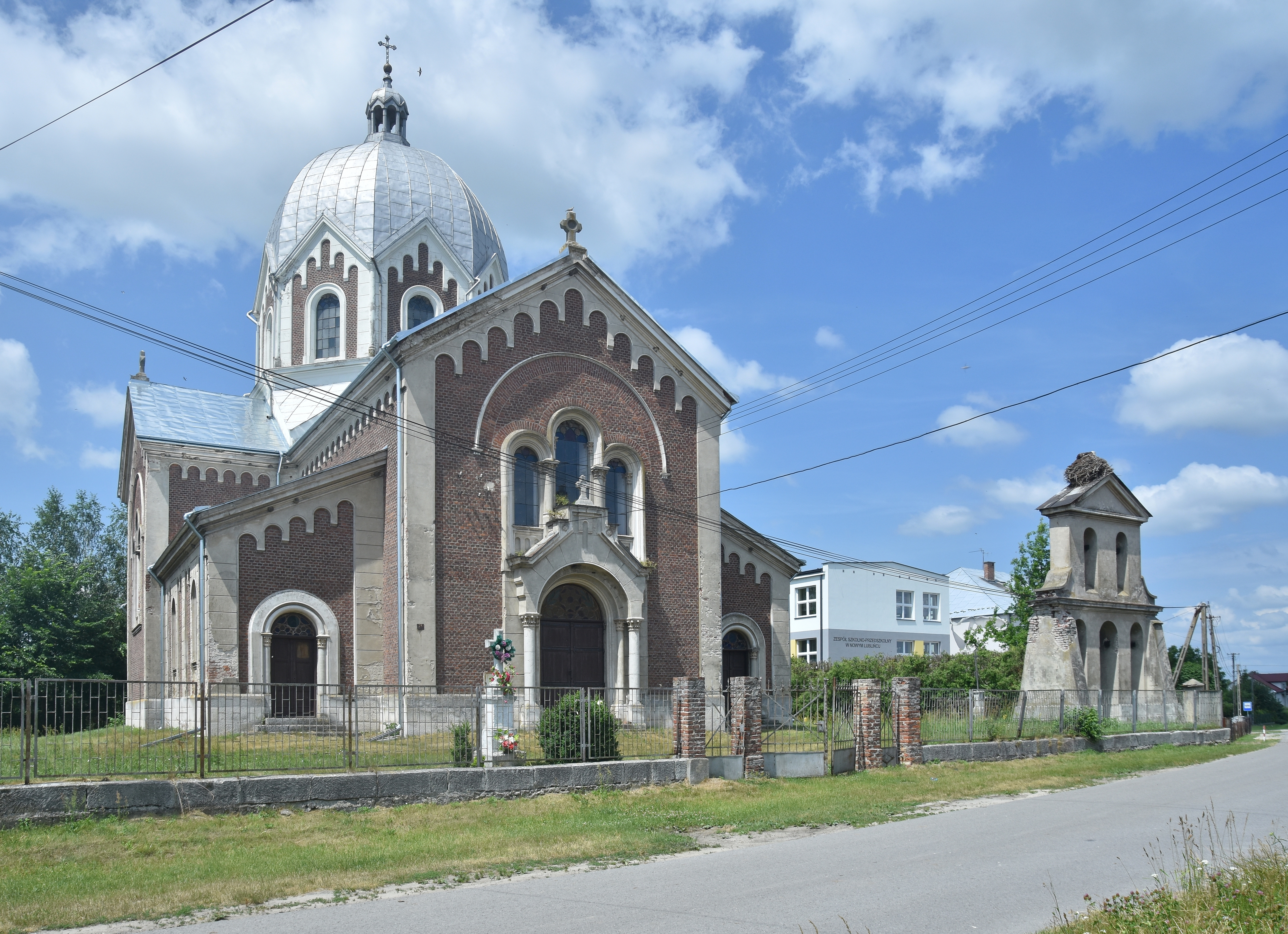
Kościół filialny w dawnej cerkwi w Nowym Lublińcu